# Hvidbjerg Station
Hvidbjerg Station er en dansk jernbanestation i stationsbyen Hvidbjerg på halvøen Thyholm i Limfjorden. Station ligger på Thybanen mellem Struer og Thisted. Den er forsynet med en stationsbygning, to perroner, krydsningsspor og sidespor.

## Galleri
- Perronen ved stationsbygningen
- Billet- og rejsekortautomater.
- Stationen set fra nord.
- To af Arrivas Alstom Coradia LINT 41.